# Jean Helleu
Jean Helleu (ur. 26 czerwca 1885 w Paryżu, zm. 30 maja 1955 tamże) – francuski polityk, delegat generalny w Syrii i Libanie od czerwca do listopada 1943 roku.
Helleu został odwołany przez Francuski Komitet Wyzwolenia Narodowego w Algierii 22 listopada 1943 roku po kryzysie francusko-libańskim, którego sam był sprawcą zawieszając libańską konstytucję, rozwiązując parlament oraz aresztując prezydenta Biszarę al-Churiego i premiera Rijada as-Sulhę. Po odwołaniu Helleu Liban uzyskał niepodległość.